# Kleiner Feilenfisch
Der Kleine oder Zwerg-Feilenfisch (Rudarius minutus) lebt im tropischen, westlichen Pazifik von der Küste Malaysias über Kalimantan und die Philippinen bis zum Great Barrier Reef und Palau.

## Merkmale
Er wird 5 Zentimeter lang und hat eine relativ hohe, rhombische Körperform. Seine Farbe ist beige mit runden, rotbraunen Flecken. An den Flanken weist er 6 hell gefärbte fleischige Hautanhänge auf. Männchen haben über der Afterflosse einen Augenfleck. Die Schwanzflosse ist klein.
Flossenformel: Dorsale II/26–28, Anale 23–24

## Lebensweise
Kleine Feilenfische sind selten und leben einzeln oder in kleinen Gruppen in küstennahen Korallenriffen oder in sandigen Arealen mit einzelnen Korallenbeständen in Tiefen von 2 bis 15 Metern. Sie halten sich bevorzugt zwischen den Zweigen von Gorgonien, Weichkorallen oder verzweigten Feuerkorallen auf. Sie ernähren sich von wirbellosen Kleintieren.